# (37670) 1994 TW12
1994 TW12 (asteroide 37670) é um asteroide da cintura principal. Possui uma excentricidade de 0.11519100 e uma inclinação de 0.61432º.
Este asteroide foi descoberto no dia 10 de outubro de 1994 por Spacewatch em Kitt Peak.